# کالج گوود وین
کالج گوود وین (انگلیسی: Goodwin College) یک مؤسسهٔ آموزش خصوصی رایگان در است هارتفورد است.